# Myrteta obliqua
Myrteta obliqua là một loài bướm đêm trong họ Geometridae.